# Filón de Biblos
Filón de Biblos (Φίλων Βύβλιος), también llamado Herenio Filón (Ερέννιος Φίλων, latinizado como Herennius Philo), fue un erudito fenicio que vivió en los siglos I y II, y escribió obras en griego. 

## Biografía
Según la Suda, nació en época del emperador Nerón y también vivió durante la época del emperador Adriano. Pero también se señala que fue cónsul cuando tenía 78 años de edad, en la Olimpiada 220.ª, que se corresponde con los años 101-104 y es un dato aparentemente incompatible con los anteriores. La Suda también informa de que fue maestro de Hermipo y que escribió varias obras: una sobre la adquisición y selección de libros, en 12 libros, otra sobre las ciudades y personajes famosos de cada una de ellas, en 30 libros, y otra sobre el reinado del emperador Adriano.
Además, Eusebio de Cesarea señaló que Filón escribió una Historia de los fenicios que era una traducción de las obras del sacerdote fenicio Sanjuniatón sobre el origen de los dioses y del hombre, de la que recoge varios fragmentos. En la obra se cuentan sacrificios humanos de niños y les atribuye una práctica regular.
También escribió un libro sobre palabras polisémicas y se le atribuyen varios epigramas.